# Odalasvir
Odalasvir (INN, trước đây gọi là ACH-3102)  là một loại thuốc mới điều tra trong phát triển để điều trị viêm gan C.  Đây là một chất ức chế NS5A. Protein NS5A phục vụ nhiều chức năng ở các giai đoạn khác nhau của vòng đời virus, bao gồm cả sự nhân lên của virus. NS5A cũng đóng một vai trò trong sự phát triển của phản ứng interferon, một nguyên nhân phổ biến của thất bại điều trị. Nó đang được phát triển bởi Achillion Dược phẩm.